# Центральный военный совет КНР
Центральный военный совет Китайской Народной Республики (кит. трад. 中華人民共和國中央軍事委員會, упр. 中华人民共和国中央军事委员会, пиньинь Zhōnghuá Rénmín Gònghéguó Zhōngyāng Jūnshì Wěiyuánhuì) — высший государственный орган по руководству всеми Вооружёнными силами Китайской Народной Республики с 1983 года по настоящее время.
Согласно статье 93 Конституции КНР, Центральный военный совет состоит из следующих лиц:
- председателя;
- заместителей председателя;
- членов[1].

Центральный военный совет КНР выполняет свои функции совместно с высшим партийным органом по руководству всеми Вооружёнными силами Китайской Народной Республики — Военным советом ЦК КПК. Персональные составы обоих советов совершенно идентичны. 
Центральный военный совет КНР руководит Народно-освободительной армией Китая и войсками народной вооруженной милиции, а также народным ополчением. Вместе с НОАК Народная вооруженная милиция и войска народного ополчения в соответствии с законом "Об обороне" 1997 г. образуют вооруженные силы КНР.
Как отмечает академик РАН А.А. Кокошин, 6-й секретарь Совета безопасности РФ, в принципе Центральный военный совет КНР - это орган высшего не только военного, но и общегосударственного управления, особенно на чрезвычайный период, в условиях угрозы внутриполитической стабильности в КНР. Это своего рода «запасной орган» высшей власти в стране в случае разного рода кризисных ситуаций, в которых действующая в бескризисной ситуации система уже не срабатывает.
Центральному военному совету КНР подчиняются Объединённый штаб НОАК, Главное политическое управление НОАК, Главное управление тыла НОАК, Главное управление вооружения и военной техники НОАК.
А.А. Кокошин пишет о том, что об особой роли в системе партийно-государственного управления в КНР Центрального военного совета говорит тот факт, что в свое время Дэн Сяопин, уйдя со всех постов в высшем руководстве Китая, оставил за собой на несколько лет посты Председателя Военного совета ЦК КПК и Председателя ЦВС. Находясь на этих постах, Дэн был способен контролировать действия Председателя КНР - Генерального секретаря ЦК КПК (Цзян Цзэминя) и в случае необходимости серьезно корректировать его действия (вплоть, по-видимому, до отстранения от власти).
В 2000 г. в состав ЦВС в качестве первого заместителя Председателя ЦВС был введен член Постоянного комитета Политбюро ЦК КПК Ху Цзиньтао, ставший на XVI съезде КПК преемником Цзян Цзэминя на посту Генерального секретаря ЦК КПК (а затем и избранный Председателем КНР). Ряд российских экспертов-китаистов считали, что после XVI съезда КПК, когда Генеральным секретарем ЦК КПК, а затем Председателем КНР стал молодой лидер Ху Цзиньтао, а Цзян Цзэминь остался председателем Военного совета ЦК КПК и ЦВС КНР, в Китае имело место своеобразное двоевластие, малозаметное и малопонятное внешнему наблюдателю, которое, впрочем, не расшатало государственно-политическую систему КНР.

## Структура
В ЦВС входят Объединённый штаб (включает штабы видов ВС (в том числе СВ)), пять департаментов (политработы, развития вооружений, национальной мобилизации, подготовки войск и снабжения), три комиссии (политико-правовая, дисциплинарная, научно-технологическая), шесть управлений (стратегического планирования, по общим делам, реформ и оргструктуры, аудиторское, административное, международного сотрудничества). Ликвидирован бывший Генеральный штаб и его генеральные департаменты, новый Объединённый штаб по своей сути гораздо больше похож на американский Объединённый комитет начальников штабов.
А. А. Кокошин пишет, что в результате реформы Объединенный штаб (ОШ) в максимальной мере освобожден от административных и хозяйственных функций, которые были у Генштаба НОАК. Объединенному штабу больше не подчиняются ряд учебных заведений. Полностью из ОШ были выведены мобилизационные вопросы, а также те функции по тыловому обеспечению НОАК, которые имелись у старого Генштаба.
Задача ОШ — оперативно-стратегическое планирование и «объединенное управление войсками», то есть он обладает распорядительными функциями. (В этом плане ОШ отличается от Объединенного комитета начальников штабов США, который не обладает функцией управления войсками.) Два основных структурных подразделения ОШ КНР — аналоги Главного оперативного управления и Главного разведывательного управления российского Генштаба. Одна из важнейших задач ОШ, как подчеркивают китайские специалисты, — «изучать будущие войны и как в них победить».
Одной из основных структур ЦВС является «Управление политической работы, которое призвано заниматься вопросами „партийного строительства“ в вооруженных силах, политическим воспитанием личного состава НОАК, решением задач обеспечения в НОАК „абсолютного“ руководства партией и обеспечением деятельности политкомиссаров», которые обладают в НОАК большими полномочиями.
Важную роль в структуре ЦВС, возникшей в 2015—2016 гг., играют Комиссия по проверке дисциплины ЦВС и Политико-юридическая комиссия ЦВС, которые в том числе призваны осуществлять масштабную борьбу с коррупцией в НОАК, которая ведется, невзирая на уровень должностных лиц вплоть до заместителей председателя ЦВС членов политбюро ЦК КПК.

## Председатели
- Дэн Сяопин (18 июня 1983 — 19 марта 1990)
- Цзян Цзэминь (19 марта 1990 — 13 марта 2005)
- Ху Цзиньтао (13 марта 2005 — 14 марта 2013)
- Си Цзиньпин (с 14 марта 2013 года)

### Заместители председателя
- Е Цзяньин (20 июня 1983 — 1985)
- Сюй Сянцянь (20 июня 1983 — 1988)
- Не Жунчжэнь (20 июня 1983 — 1988)
- Ян Шанкунь (20 июня 1983 — 1993)
- Чжао Цзыян (1988 — 1989)
- Лю Хуацин (1989 — 1998)
- Чи Хаотянь (1995 — 2003)
- Чжан Ваньнянь (1995 — 2003)
- Ху Цзиньтао (2001 — 2005)
- Го Босюн (2003 — 2013)
- Цао Ганчуань (2003 — 2008)
- Сюй Цайхоу (2004 — 2013)
- Си Цзиньпин (2010 — 2013)
- Фань Чанлун (с 2013 г.)
- Сюй Цилян (с 2013 г.)
- Чжан Юся (с 2017 г.)

## Составы

### 6 созыв
1-я сессия Всекитайского собрания народных представителей 6-го созыва 18 июня 1983 года избрала председателя Центрального военного совета КНР (Дэн Сяопин).
1-я сессия Всекитайского собрания народных представителей 6-го созыва 20 июня 1983 года утвердила заместителей председателя Центрального военного совета КНР (Е Цзяньин, Сюй Сянцянь, Не Жунчжэнь, Ян Шанкунь) и членов Центрального военного совета КНР (Юй Цюли, Ян Дэчжи, Чжан Айпин, Хун Сюэчжи).

### 10 созыв
13 марта 2005 г. 3-я сессия ВСНП 10-го созыва избрала председателем Центрального Военного Совета КНР Ху Цзиньтао. На заключительном заседании 3-й сессии ВСНП 10-го созыва Сюй Цайхоу был избран заместителем председателя, Чэнь Биндэ, Цяо Цинчэнь, Чжан Динфа, Цзин Чжиюань — членами ЦВС КНР.

### 11 созыв
1-я сессия Всекитайского собрания народных представителей 11-го созыва 15 марта 2008 года избрала председателя Центрального военного совета КНР (Ху Цзиньтао).
1-я сессия Всекитайского собрания народных представителей 11-го созыва 16 марта 2008 года утвердила заместителей председателя Центрального военного совета КНР (Го Босюн, Сюй Цайхоу) и членов Центрального военного совета КНР (Лян Гуанле, Чэнь Биндэ, Ли Цзинай, Ляо Силун, Чан Ваньцюань, Цзин Чжиюань, У Шэнли, Сюй Цилян).

### 12 созыв
На 1-й сессии ВСНП 12-го созыва 14.03.2013 Си Цзиньпин избран председателем Центрального военного совета КНР, 15 марта 2013 года Фань Чанлун и Сюй Цилян были утверждены заместителями председателя ЦВС КНР, Чан Ваньцюань, Фан Фэнхуэй, Чжан Ян, Чжао Кэши, Чжан Юся, У Шэнли, Ма Сяотянь и Вэй Фэнхэ — членами ЦВС КНР. Из предыдущего состава членство сохранили лишь Чан Ваньцюань и У Шэнли.

### 13 созыв
На 1-й сессии ВСНП 13-го созыва 17 марта 2018 г. Си Цзиньпина переизбрали председателем КНР и Центрального военного совета, а Сюй Цилян и Чжан Юся (оба - члены Политбюро ЦК КПК 19-го созыва) были утверждены заместителями председателя Центрального военного совета КНР. Вэй Фэнхэ (единственный из членов, также состоявший членом предыдущего состава), Ли Цзочэн, Мяо Хуа и Чжан Шэнминь были утверждены членами ЦВС КНР.